# 爱达邮轮 (德国)

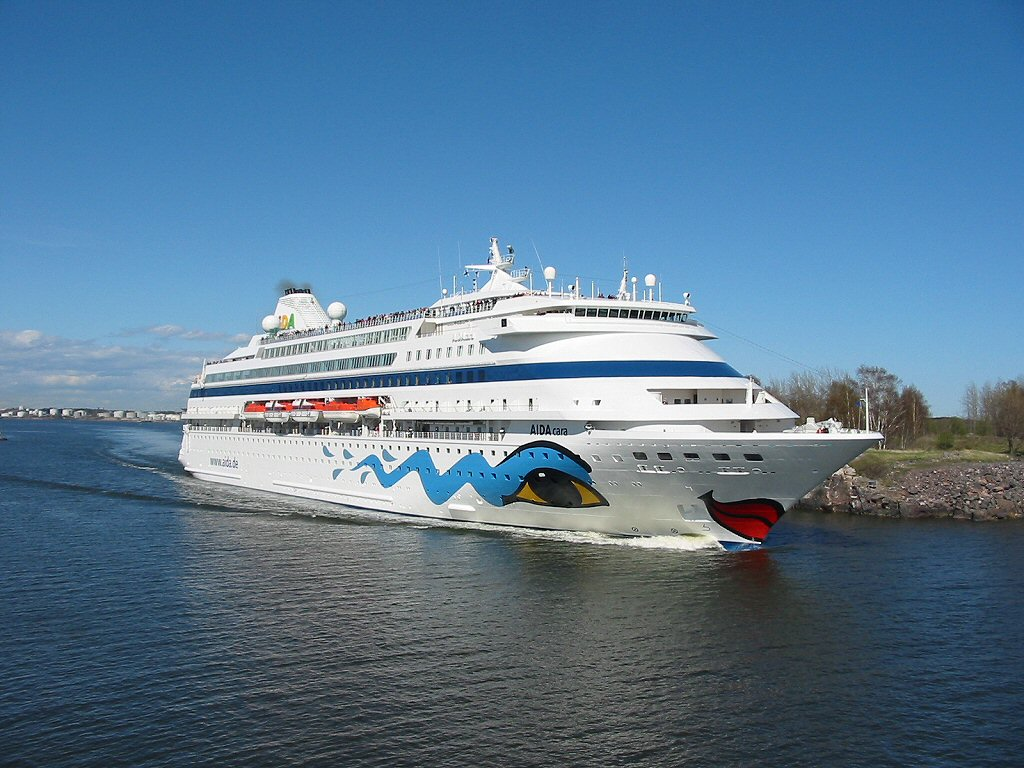
AIDAcara上爱达邮轮船只特有的涂漆

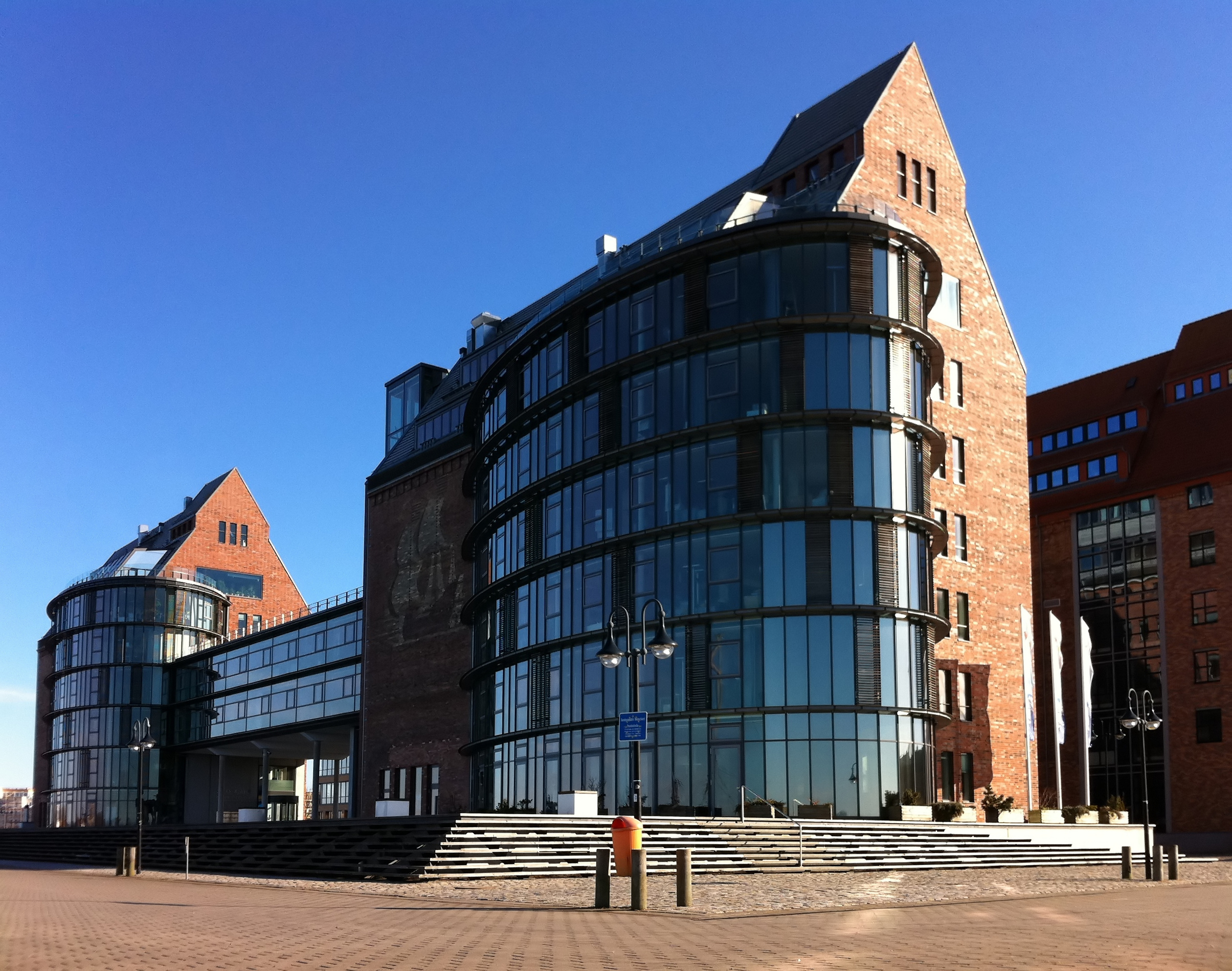
位于罗斯托克市区港口的公司建筑

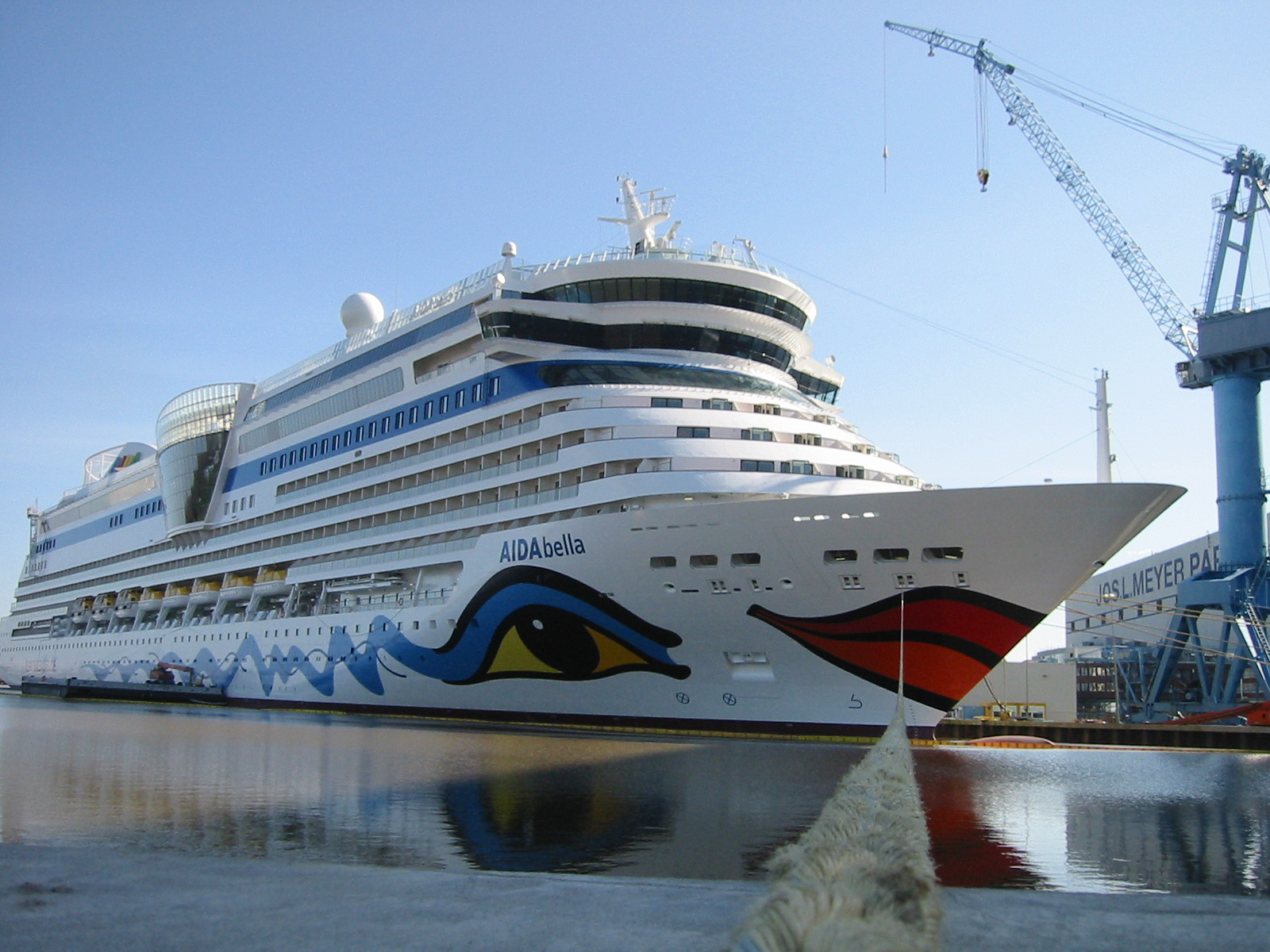
在船坞里的AIDAbella

爱达邮轮（AIDA Cruises）是英美邮轮公司嘉年華公司在德国市场上的一个商标。1996年菲利克斯·比特纳设计了它的商标图案：在船体上一张吻嘴，大眼睛，加上蓝色的眼线。商标的图案是一张吻嘴和用四个不同颜色写的四个字母。
商标的拥有者和船主是嘉年华公司位于热那亚的南欧子公司歌诗达邮轮，这个历史悠久的意大利航运公司于1997年完全被嘉年华收购。所有爱达邮轮挂意大利旗。
在德国它有一个分公司，其总部位于罗斯托克。

## 历史

### 德国海运公司
1960年位于德意志民主共和国罗斯托克的德国海运公司开始使用两条船来从事旅游服务。
1993年该公司被私有化，两个汉堡投资人把它买下并与一个汉堡的航运公司合并。同年公司还决定建造一条新船扩展其邮轮业务。按照美国嘉年華公司“乐趣邮船”的榜样他们想在德国市场上也建立这样的邮船旅游。1996年6月爱达号（今天的名字为）启用。公司此后建造的船也应该按照这个模式命名，名字的第一和最后一个字母始终是一个。最后决定按照一个古埃及公主以及朱塞佩·威尔第的一个歌剧的名字把所有的船只都以开始命名。虽然一直有传闻说该歌剧是为了庆祝蘇伊士運河通航写的，但是实际上这个传闻并不正确，虽然如此阿依达这个名字在许多人心目里与航海有联系，这也选择这个名字作为船名和公司名的原因之一。
虽然订船舱的人很多但是公司并不盈利。1997年8月为了获得现款公司把船以3.24亿德国马克的价格卖给了挪威郵輪。根据同时签订的包船合同这条船依然由德国航运公司的子公司德国海运公司运行，1998年该公司的名字改为亚科娜旅游公司。

### 鐵行輪船公司
1999年11月亚科娜旅游公司和英国鐵行輪船公司合资建立爱达邮轮公司。铁行轮船公司当时是世界第三大邮轮旅游公司，它占据爱达51%的多数。爱达立刻把爱达号邮轮买回来，并开始建造两条新船。
一年后亚科娜旅游公司把它的49%爱达邮轮公司所有权全部转让给铁行轮船公司，与此同时获得了铁行公主旅游公司的部分所有权，铁行把它所有的邮轮业务集中到了这个旅游公司里。爱达邮轮公司也被合并到了这个公司里。

### 嘉年华公司
2003年4月铁行公主旅游公司和嘉年华公司合并后爱达邮轮这个商标转到了这个新公司。
2004年商标和船全部被分给位于热那亚的嘉年华分公司。

## 背景

### 数据
按照他们自己的数据爱达邮轮在过去几年里是德国市场上的第一名。2013年它有763700名乘客。它有6900名雇员，他们来自40个国家，其中6000人在船上工作，900人在陆上工作。它的十条船上共有18636个床位。2009年的经营周转为7.22亿欧元。最近嘉年华不再公布每个商标的周转值，但是估计2012年爱达邮轮的周转超过十亿欧元。
德国分公司的办公室位于罗斯托克的市内海港。
2011年《纽约时报》分析报道嘉年华在过去五年里通过使用节省税收的方法——比如它是在巴拿马注册——平均每年只缴纳1.1%的税。

### 营销和销售
从2013年3月开始通过一个网站可以订购所有三个歌诗达邮轮商标的船票。
2013年9月公司宣布取消“俱乐部邮船”的说法，而使用“独一无二，一再”来取代。除此之外还计划使用英语进行国际性的推销。

### 合作企业和服务企业
2001年爱达邮轮和一个汉堡的戏院一起形成了一个合作企业来组织船上的表演和娱乐活动。这个合作企业现在叫做爱达娱乐有限公司，其总部位于汉堡。
2004年在罗斯托克成立了一个专门给船队定舱位的公司，2011年8月它的名字被该为爱达顾客中心有限公司。
2008年爱达与维斯马高校合作成立了一个欧洲邮轮学院来培养航海技术的后续人才。学院的领导人是爱达的人事处长。2008年/09年冬季学期开始了尤其适合于邮轮工业需求的一个硕士学业。一年后三个学士学业开始。2012年初这个学院与爱达自己的培训中心爱达学院合并，同年欧洲邮轮学院有限公司被解散。
2014年中爱达和汉堡的一个公司合作成立了海港混合动力能量公司，在汉堡港的邮轮码头操作一条74米长的驳船，使用一台特殊的液化天然气卡特彼勒引擎和五台发电机为邮轮提供电力。

## 环境保护
公司每年发表《爱达关心》来记录其环境保护工作。比如它采取优化船体、使用降低阻力的水下喷漆和现代引擎等措施使得舰队的环境冲击降低。此外公司参加德国政府启动的研究项目来研究使用燃料电池在港口附近为邮轮提供电力。两条在日本造船厂建造的、2015年和2016年付诸使用的船的引擎不需要重油。
环保人士批评爱达的船和其它大多数造船者一样没有任何处理废气的装置。2013年德国自然保护联盟在它的排行中称爱达为“最大失败者”，因为“其言行最不一致”。2011年12月爱达邮轮和途易邮轮的经理一起被授予本年恐龙的负荣誉。
弗伦斯堡高校航海中心的一名可持续能源专家认为德国自然保护联盟的计算不正确。他认为人均现代邮轮的用量仅为一辆小型汽车的三分之一。
2013年8月公司宣布在2016年前将共投资一亿欧元从事环境保护工作，其中包括2015年和2016年将下水的新船将装过滤系统来降低废气，已经在使用的船只也将装设同样的系统。尤其灰尘、氧化氮和氧化硫的排泄量将降低90%到99%。
另一部分投资是在汉堡港设置一条液化天然气混合动力驳船为停泊在那里的邮轮提供电力。2014年10月18日熊蜂号开始使用。2015年5月开始正规运行。通过这个措施停泊在汉堡港的邮轮可以完全不排泄灰尘，与轮船自己的引擎相比氧化氮的排泄量可以降低80%，二氧化碳的排泄量可以降低30%。不过至今为止只有一条邮轮装设了相应的可以连接驳船供电的设施。2015年6月中爱达还宣布将建造两天完全使用液化天然气的邮轮。

## 船队

### 爱达船舰
爱达商标的船挂意大利国旗，其家乡港口为热那亚。
| 名字      | 出厂日期                              | 大小                        | 船员  | 舱位     | 级别       | 船厂             | 状况                |
| --------- | ------------------------------------- | --------------------------- | ----- | -------- | ---------- | ---------------- | ------------------- |
|           | 1996年 （2005年、2009年、2013年改造） | 38,557总吨位                | 369人 | 590个    | 無         | 迈尔图尔库       | 1996年启用至2021    |
|           | 2002年 （2011年、2012年改造）         | 42,289总吨位                | 389人 | 633个    | 無         | 维斯马北方船厂   | 2002年5月启用至2022 |
|           | 2003年 （2013年改造）                 | 42,289总吨位                | 389人 | 633个    | 無         | 维斯马北方船厂   | 2003年4月启用至2023 |
|           | 2007年                                | 69,203总吨位                | 587人 | 1025个   | 人面兽级   | 帕彭堡迈尔船厂   | 2007年4月启用至今   |
|           | 2008年                                | 69,203总吨位                | 587人 | 1025个   | 人面兽级   | 帕彭堡迈尔船厂   | 2008年4月启用至今   |
|           | 2009年                                | 69,203总吨位                | 587人 | 1025个   | 人面兽级   | 帕彭堡迈尔船厂   | 2009年4月启用至今   |
|           | 1990年                                | 71,304总吨位                | 611人 | 1096个   | 人面兽级   | 帕彭堡迈尔船厂   | 2004年2月启用至2007 |
|           | 2011年                                | 71,304总吨位                | 611人 | 1097个   | 人面兽级   | 帕彭堡迈尔船厂   | 从2011年4月启用至今 |
|           | 2012年                                | 71,304总吨位                | 611人 | 1097个   | 人面兽级   | 帕彭堡迈尔船厂   | 2012年5月启用至今   |
|           | 2013年                                | 71,304总吨位                | 611人 | 1097个   | 人面兽级   | 帕彭堡迈尔船厂   | 2013年3月启用至今   |
| [ 18 ]    | 2016年                                | 124.500总吨位               | 900人 | 1643个   | 许珀里翁级 | 长崎市三菱重工业 | 2016年启用至今      |
| [ 21 ]    | 2016年                                | 125,000总吨位               |       | 约1625个 | 许珀里翁级 | 长崎市三菱重工业 | 2016年启用至今      |
| ADIAnova  | 2019年                                | 180,000总吨位，液化天然气船 |       | 约2500个 | 卓越级     | 帕彭堡迈尔船厂   | 2018年启用至今      |
| AIDAcosma | 2021年                                | 180,000总吨位，液化天然气船 |       | 约2500个 | 卓越级     | 帕彭堡迈尔船厂   | 2021年启用至今      |

### 过去的船
2004年至2007年间已经有过一条名字叫的船，后来被转给公主邮轮改名为。

### 新船

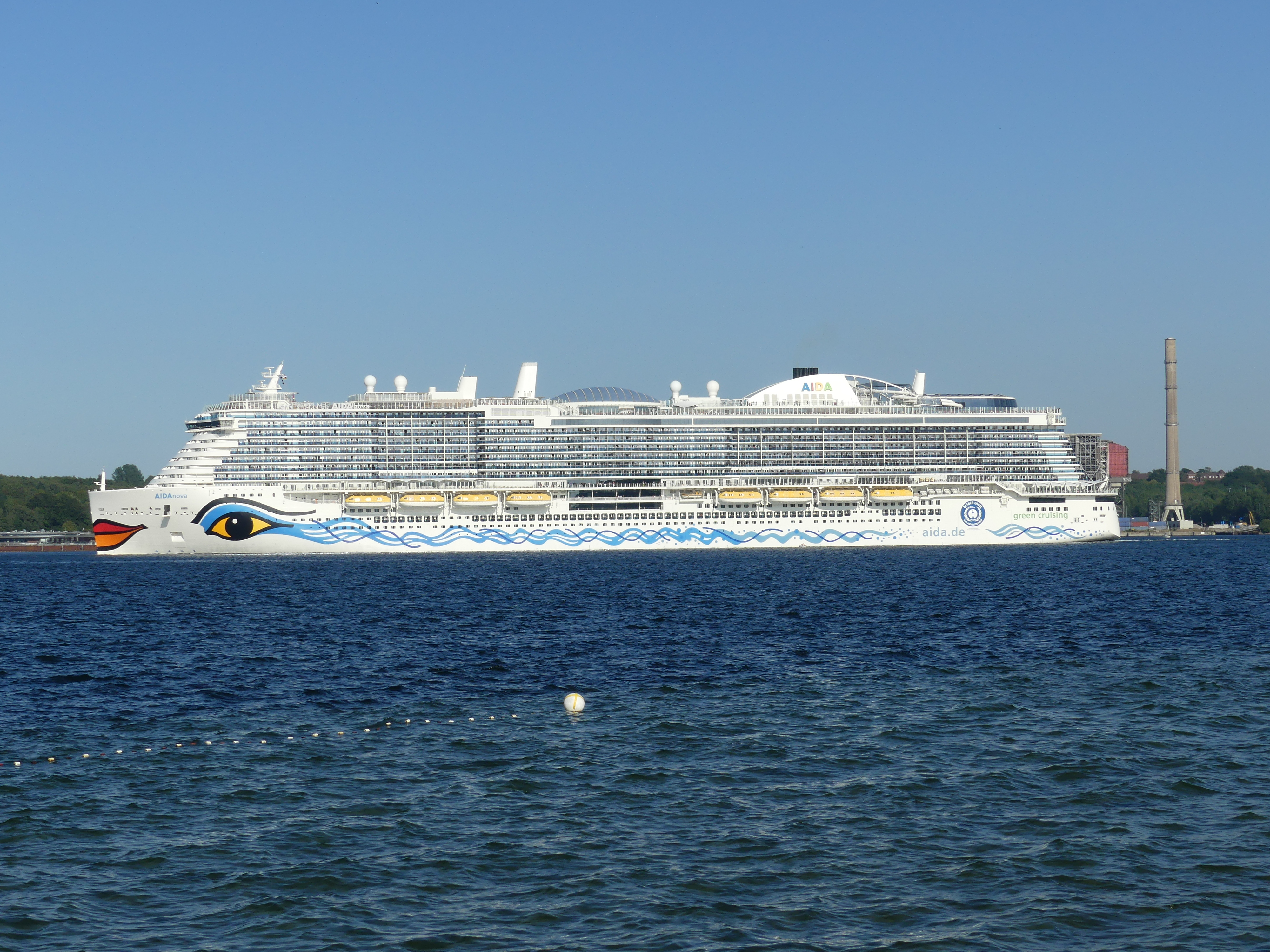
高達2500艙格位的ADIAnova號.採用天然氣燃料

目前爱达的舰队有十条邮轮，到2016年为止其床位计划扩张到25136张床。从2007年到2013年嘉年华投资20亿欧元建造新船。在这六年里爱达每年有一条新船启用，所有这些船都是帕彭堡迈尔船厂造的。
2011年8月初爱达邮轮宣布将建造两条新的12.5万总吨位的船。每条船载3250个床位，由日本三菱重工业建造，交付时间分别计划2015年3月和2016年3月。第一条船的龙骨是2013年6月30日铺设的。但是船厂建造时耽误，因此计划于2015年10月1日进行其为期50天的处女航。其行程计划从日本赴杜拜然后去汉堡。2015年8月4日爱达公布这次处女航被取消，船将于2016年4月在汉堡港启用。
这两条邮轮将是世界上第一条使用三菱重工业的空气润滑技术的邮轮，这个技术可以节省7%的动力。此外它们使用比较环境保护的液化天然气作为燃料。
2015年3月嘉年华宣布计划在2019年至2022年间在欧洲建造九条新船，其中四条由帕彭堡和图尔库的迈尔船厂建造，另外五条将由热那亚的芬坎特里船厂建造。公司一开始没有公布哪些品牌将获得这些新船。2015年6月爱达邮轮则宣布将于2019年和2020年让迈尔船厂建造两条新船。